# Daniele Salera
Daniele Salera (Roma, 23 luglio 1970) è un vescovo cattolico italiano, dal 16 dicembre 2024 vescovo di Ivrea.

## Biografia
È nato a Roma, nel quartiere di Torpignattara, il 23 luglio 1970.

### Formazione e ministero sacerdotale
Ha compiuto l'iter in preparazione al sacerdozio presso il Pontificio Seminario Romano Maggiore.
Il 21 aprile 2002 è stato ordinato presbitero, nella basilica di San Pietro in Vaticano, da papa Giovanni Paolo II.
Dopo l'ordinazione e fino al 2008 ha ricoperto il ruolo di vicario parrocchiale di Santa Maria Madre del Redentore a Tor Bella Monaca. Al contempo è stato insegnante di religione cattolica e ha perfezionato i suoi studi, conseguendo la laurea in sociologia presso l'Università degli Studi di Roma "La Sapienza" e la licenza in teologia spirituale; ha seguito, inoltre, il corso di scienze della formazione per formatori all'Istituto Superiore per Formatori, ente collegato alla Pontificia Università Gregoriana.
Dal 2008 al 2014 ha collaborato con l'ufficio catechistico diocesano ed è stato educatore presso il Pontificio Seminario Romano Maggiore, di cui è stato nominato vicerettore nel 2014. Nel 2016 ha assunto l'incarico di parroco di San Frumenzio ai Prati Fiscali e nel 2022 anche quello di assistente ecclesiastico della zona Centro Urbis dell'AGESCI.

### Ministero episcopale
Il 27 maggio 2022 papa Francesco lo ha nominato vescovo titolare di Tituli di Proconsolare e vescovo ausiliare di Roma. Il 29 giugno seguente, solennità dei Santi Pietro e Paolo, ha ricevuto l'ordinazione episcopale, con i vescovi Riccardo Lamba (poi arcivescovo) e Baldassare Reina (poi arcivescovo e cardinale), nella basilica di San Giovanni in Laterano, dal cardinale Angelo De Donatis, vicario generale di Roma, co-consacranti i cardinali Francesco Montenegro, arcivescovo emerito di Agrigento, e Augusto Paolo Lojudice, arcivescovo metropolita di Siena-Colle di Val d'Elsa-Montalcino.
Gli è stato assegnato il settore nord della diocesi, dove è succeduto al vescovo Guerino Di Tora, mentre il 6 gennaio 2023, con l'entrata in vigore della costituzione apostolica In ecclesiarum communione, gli è stato affidato dal pontefice anche l'ambito della formazione cristiana.
Il 16 dicembre 2024 lo stesso papa Francesco lo ha nominato vescovo di Ivrea; è succeduto a Edoardo Aldo Cerrato, dimessosi per raggiunti limiti di età. Il 15 febbraio 2025 ha preso possesso canonico della diocesi.

## Genealogia episcopale
La genealogia episcopale è:
- Cardinale Scipione Rebiba
- Cardinale Giulio Antonio Santori
- Cardinale Girolamo Bernerio, O.P.
- Arcivescovo Galeazzo Sanvitale
- Cardinale Ludovico Ludovisi
- Cardinale Luigi Caetani
- Cardinale Ulderico Carpegna
- Cardinale Paluzzo Paluzzi Altieri degli Albertoni
- Papa Benedetto XIII
- Papa Benedetto XIV
- Papa Clemente XIII
- Cardinale Bernardino Giraud
- Cardinale Alessandro Mattei
- Cardinale Pietro Francesco Galleffi
- Cardinale Giacomo Filippo Fransoni
- Cardinale Carlo Sacconi
- Cardinale Edward Henry Howard
- Cardinale Mariano Rampolla del Tindaro
- Cardinale Antonio Vico
- Arcivescovo Filippo Cortesi
- Arcivescovo Zenobio Lorenzo Guilland
- Vescovo Anunciado Serafini
- Cardinale Antonio Quarracino
- Papa Francesco
- Cardinale Angelo De Donatis
- Vescovo Daniele Salera

## Araldica
| Stemma | Blasonatura |
| ------ | --- |
|        | Interzato in pergola rovesciata: nel 1º di rosso, alla colomba rivoltata d'argento, nimbata con un'aureola crociata d'oro; nel 2º d'azzurro al giglio d'oro; nel 3º d'argento, al quadrato vuoto, d'oro, bordato da 12 porte, 3 per lato, d'azzurro, e caricato in cuore, di un agnello, al naturale. |